# Cantó de Bléneau
El cantó de Bléneau és un cantó francès del departament del Yonne, situat al districte d'Auxerre. Té 7 municipis i el cap és Bléneau.

## Municipis
- Bléneau
- Champcevrais
- Champignelles
- Rogny-les-Sept-Écluses
- Saint-Privé
- Tannerre-en-Puisaye
- Villeneuve-les-Genêts

## Història
| Data d'elecció                           | Identitat       | Partit                                  | Qualitat |
| ---------------------------------------- | --------------- | --------------------------------------- | -------- |
| 1949-1964                                | M. Houette      | RI                                      |          |
| 1964-1967                                | M. Di Palma     | Divers droite                           |          |
| 1967-1973                                | Louis Périllier | Radical                                 |          |
| 1973-1998                                | Marc Masson     | RI, després UDF                         |          |
| 1998-                                    | Alain Drouhin   | UDF, després UMP, després divers droite |          |
| les dades anteriors no són pas conegudes |                 |                                         |          |
|                                          |                 |                                         |          |

## Demografia
| A partir de 1990: Població sense dobles comptes |